# Gare de Grupont
La gare de Grupont est une gare ferroviaire belge de la ligne 162 de Namur à Sterpenich (frontière luxembourgeoise), située au village de Grupont sur le territoire de la commune de Tellin, province de Luxembourg en Région wallonne.
Elle est mise en service en 1858 par la Grande compagnie du Luxembourg. Le bâtiment des recettes est inscrit au Patrimoine civil public de Wallonie.
C'est une halte voyageurs de la Société nationale des chemins de fer belges (SNCB) desservie par des trains Omnibus (L) et Heure de pointe (P).

## Situation ferroviaire
Établie à 241 mètres d'altitude, la gare de Grupont est située au point kilométrique (PK) 65,90 de la ligne 162, de Namur à Sterpenich (frontière du Luxembourg), entre les gares ouvertes de Forrières et de Poix-Saint-Hubert.

## Histoire
La ligne de Namur à la frontière du Luxembourg est mise en service par étapes en 1858. La Grande compagnie du Luxembourg met en service la section de Ciney à la station de Grupont, le 15 mai 1858. La section suivante jusqu'à Arlon ouvre le 27 octobre 1858. En 1867 la station de Grupont est la 8e station de la ligne depuis Namur situé à 66 km.
Un abri pour la lampisterie et le magasin d'approvisionnement est construit en 1882.
Le nouveau bâtiment de la gare est construit en 1895-1896 pour un budget de 32 000 francs

## Service des voyageurs

### Accueil
Halte de la SNCB, c'est un point d'arrêt non gardé (PANG). Elle dispose de deux quais avec abris. Le passage en sécurité d'un quai à l'autre se fait en empruntant un passage souterrain.

### Desserte
Grupont est desservie par des trains omnibus (L) et heure de pointe (P) de la SNCB qui effectuent des missions sur la ligne 162.
La gare est desservie toutes les deux heures par un train L entre Marloie et Libramont.
En semaine, cette desserte est renforcée le matin par un train P de Libramont à Ciney, un de Rochefort-Jemelle à Libramont et un de Namur à Luxembourg via Marbehan et Arlon, et l'après-midi par un train P de Rochefort-Jemelle à Libramont et un autre de Libramont à Ciney.

### Intermodalité
Un parking gratuit pour les véhicules est disponible dans son environnement immédiat. Un arrêt de bus permet des correspondances avec les lignes 29 et 62.

## Comptage voyageurs
Le graphique et le tableau montrent le nombre de passagers qui en moyenne embarquent durant la semaine, le samedi et le dimanche.
| Nombre de voyageurs qui embarquent à la gare de Grupont | Nombre de voyageurs qui embarquent à la gare de Grupont | Nombre de voyageurs qui embarquent à la gare de Grupont | Nombre de voyageurs qui embarquent à la gare de Grupont |
|                                                         | Semaine                                                 | Samedi                                                  | Dimanche                                                |
| ------------------------------------------------------- | ------------------------------------------------------- | ------------------------------------------------------- | ------------------------------------------------------- |
| 1977                                                    | 110                                                     | 38                                                      | 46                                                      |
| 1978                                                    | 119                                                     | 40                                                      | 25                                                      |
| 1979                                                    | 108                                                     | 43                                                      | 50                                                      |
| 1980                                                    | 104                                                     | 22                                                      | 43                                                      |
| 1981                                                    | 126                                                     | 34                                                      | 21                                                      |
| 1982                                                    | 126                                                     | 19                                                      | 22                                                      |
| 1983                                                    | 105                                                     | 30                                                      | 28                                                      |
| 1984                                                    | 107                                                     | 14                                                      | 22                                                      |
| 1985                                                    | 97                                                      | 13                                                      | 11                                                      |
| 1986                                                    | 76                                                      | 24                                                      | 35                                                      |
| 1987                                                    | 126                                                     | 15                                                      | 23                                                      |
| 1988                                                    | 83                                                      | 10                                                      | 37                                                      |
| 1989                                                    | 76                                                      | 11                                                      | 17                                                      |
| 1990                                                    | 83                                                      | 12                                                      | 24                                                      |
| 1991                                                    | 99                                                      | 14                                                      | 37                                                      |
| 1992                                                    | 129                                                     | 17                                                      | 28                                                      |
| 1993                                                    | 81                                                      | 4                                                       | 15                                                      |
| 1994                                                    | 91                                                      | 3                                                       | 100                                                     |
| 1995                                                    | 51                                                      | 11                                                      | 12                                                      |
| 1996                                                    | 90                                                      | 14                                                      | 19                                                      |
| 1997                                                    | 99                                                      | 3                                                       | 11                                                      |
| 1998                                                    | 61                                                      | 9                                                       | 31                                                      |
| 1999                                                    | 103                                                     | 6                                                       | 8                                                       |
| 2000                                                    | 94                                                      | 7                                                       | 8                                                       |
| 2001                                                    | 74                                                      | 10                                                      | 10                                                      |
| 2002                                                    | 85                                                      | 5                                                       | 18                                                      |
| 2003                                                    | 69                                                      | 24                                                      | 27                                                      |
| 2004                                                    | 53                                                      | 10                                                      | 8                                                       |
| 2005                                                    | 78                                                      | 16                                                      | 10                                                      |
| 2006                                                    | 85                                                      | 12                                                      | 52                                                      |
| 2007                                                    | 81                                                      | 12                                                      | 14                                                      |
| 2008                                                    | -                                                       | -                                                       | -                                                       |
| 2009                                                    | 101                                                     | 13                                                      | 15                                                      |
| 2010                                                    | -                                                       | -                                                       | -                                                       |
| 2011                                                    | -                                                       | -                                                       | -                                                       |
| 2012                                                    | 73                                                      | 9                                                       | 9                                                       |
| 2013                                                    | 86                                                      | 11                                                      | 19                                                      |
| 2014                                                    | 49                                                      | 37                                                      | 17                                                      |
| 2015                                                    | 50                                                      | 12                                                      | 16                                                      |
| 2016                                                    | 38                                                      | 11                                                      | 17                                                      |
| 2017                                                    | 34                                                      | 19                                                      | 19                                                      |
| 2018                                                    | 34                                                      | 17                                                      | 18                                                      |
| 2019                                                    | 41                                                      | 31                                                      | 22                                                      |
| 2020                                                    | 35                                                      | 16                                                      | 15                                                      |
| 2021                                                    | -                                                       | -                                                       | -                                                       |
| 2022                                                    | 70                                                      | 51                                                      | 81                                                      |
| 2023                                                    | 68                                                      | 41                                                      | 30                                                      |
| 2024                                                    | 69                                                      | 51                                                      | 38                                                      |

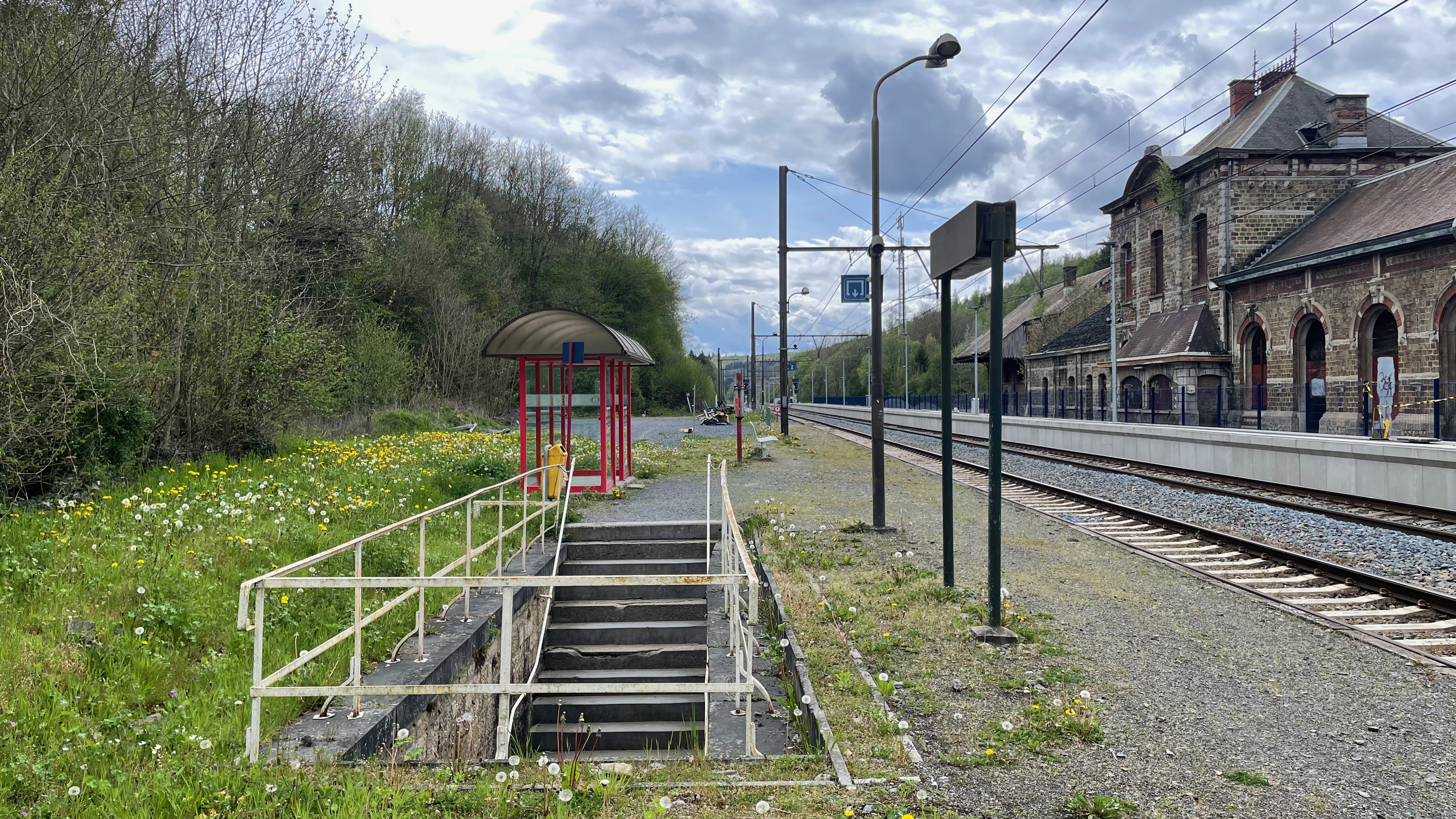
Quais et tunnel des voyageurs.
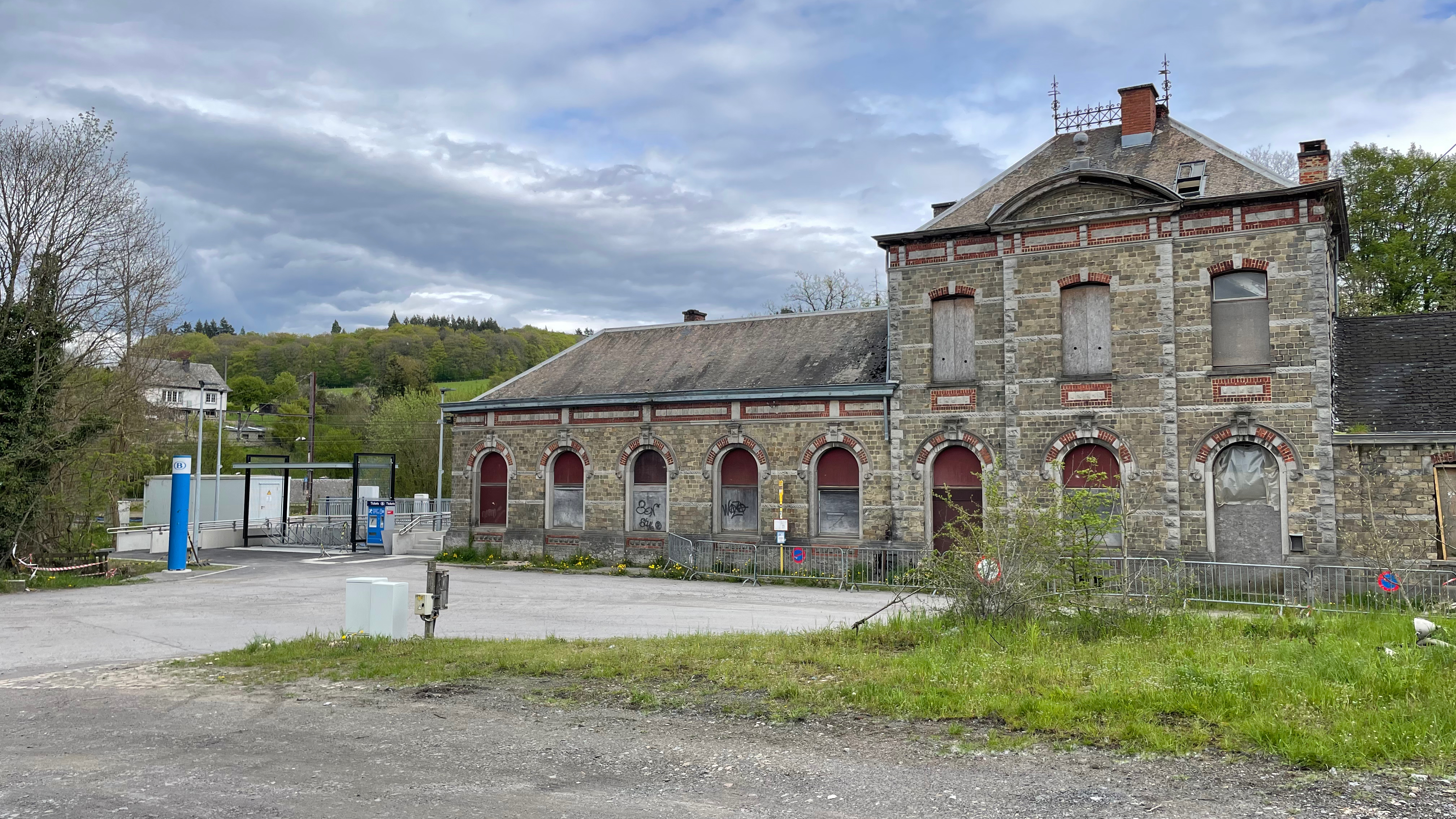
Bâtiment côté rue.

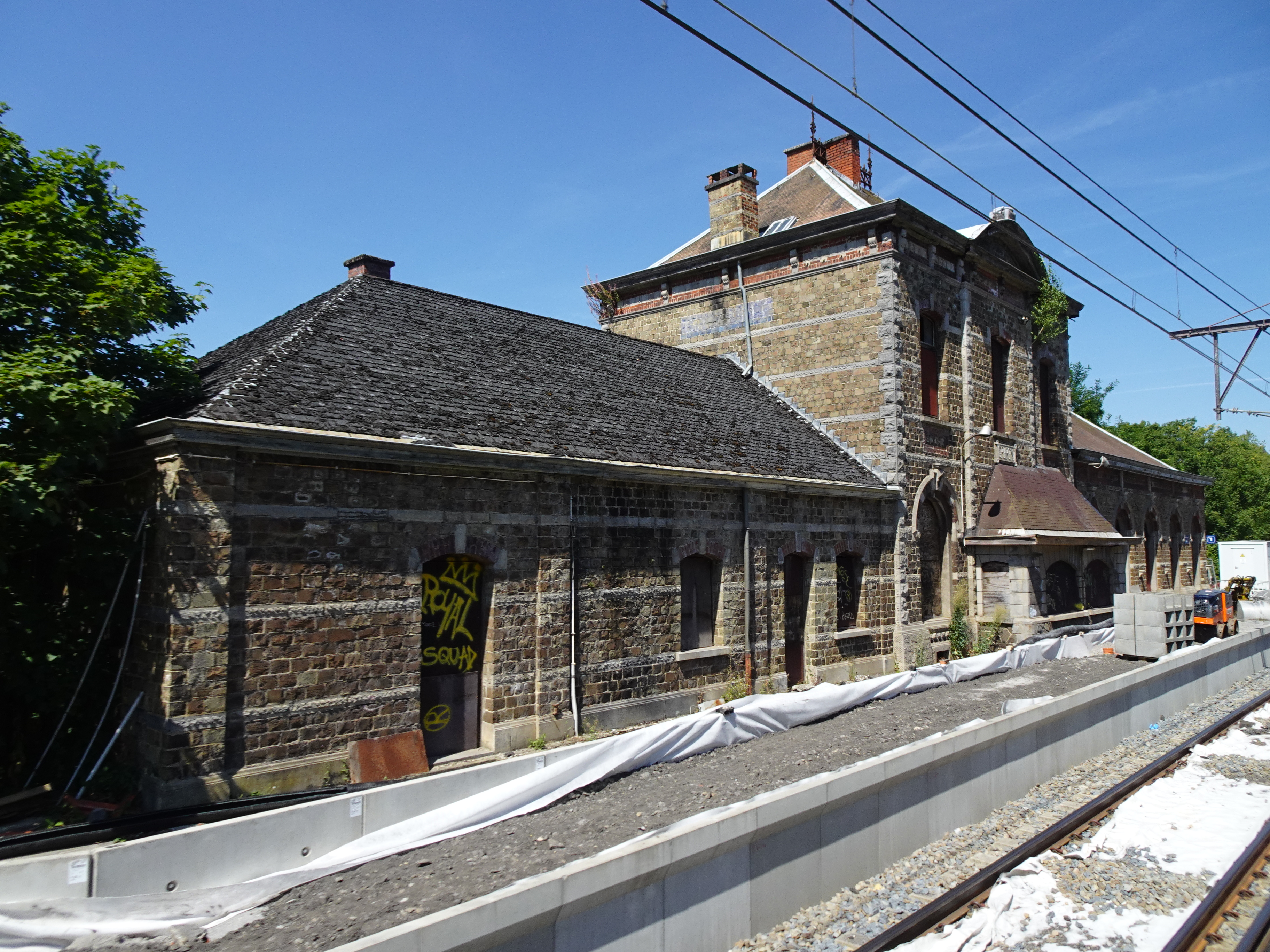
Aile de service, abritant les dépendances et les WC.
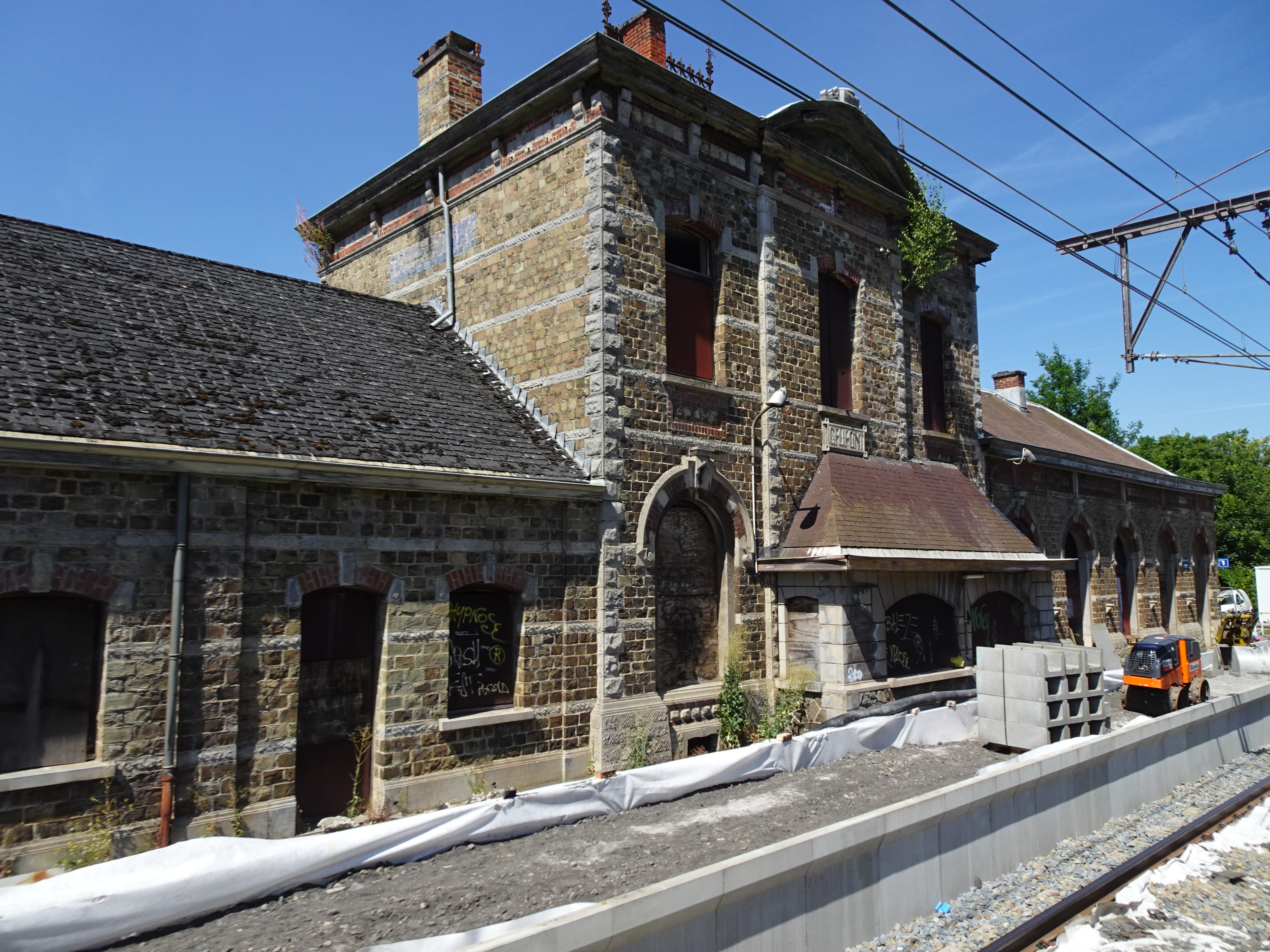
Corps central portant le nom de la gare. Un poste d'aiguillage occupait l'avancée côté quai.
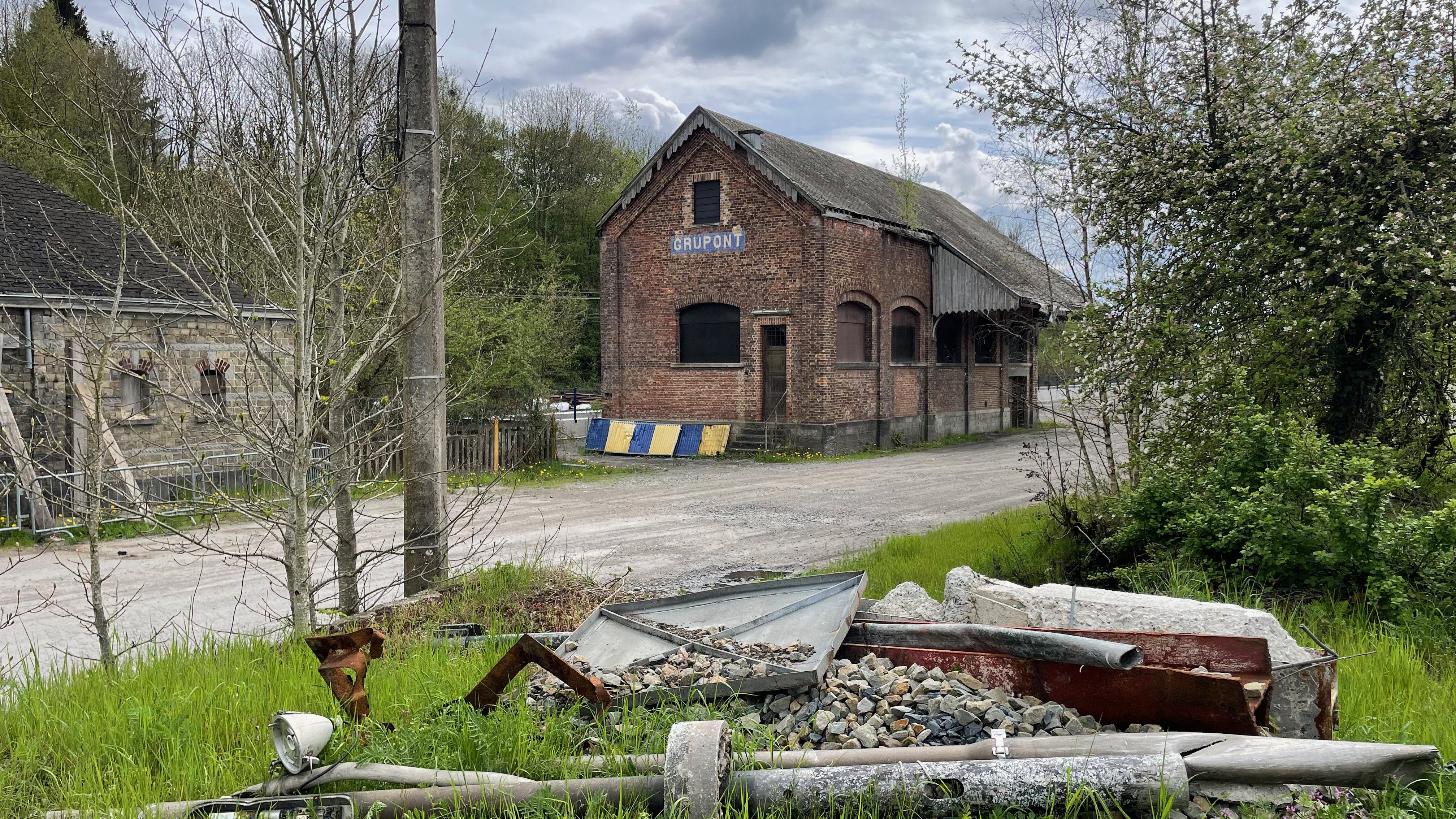
Halle à marchandises.
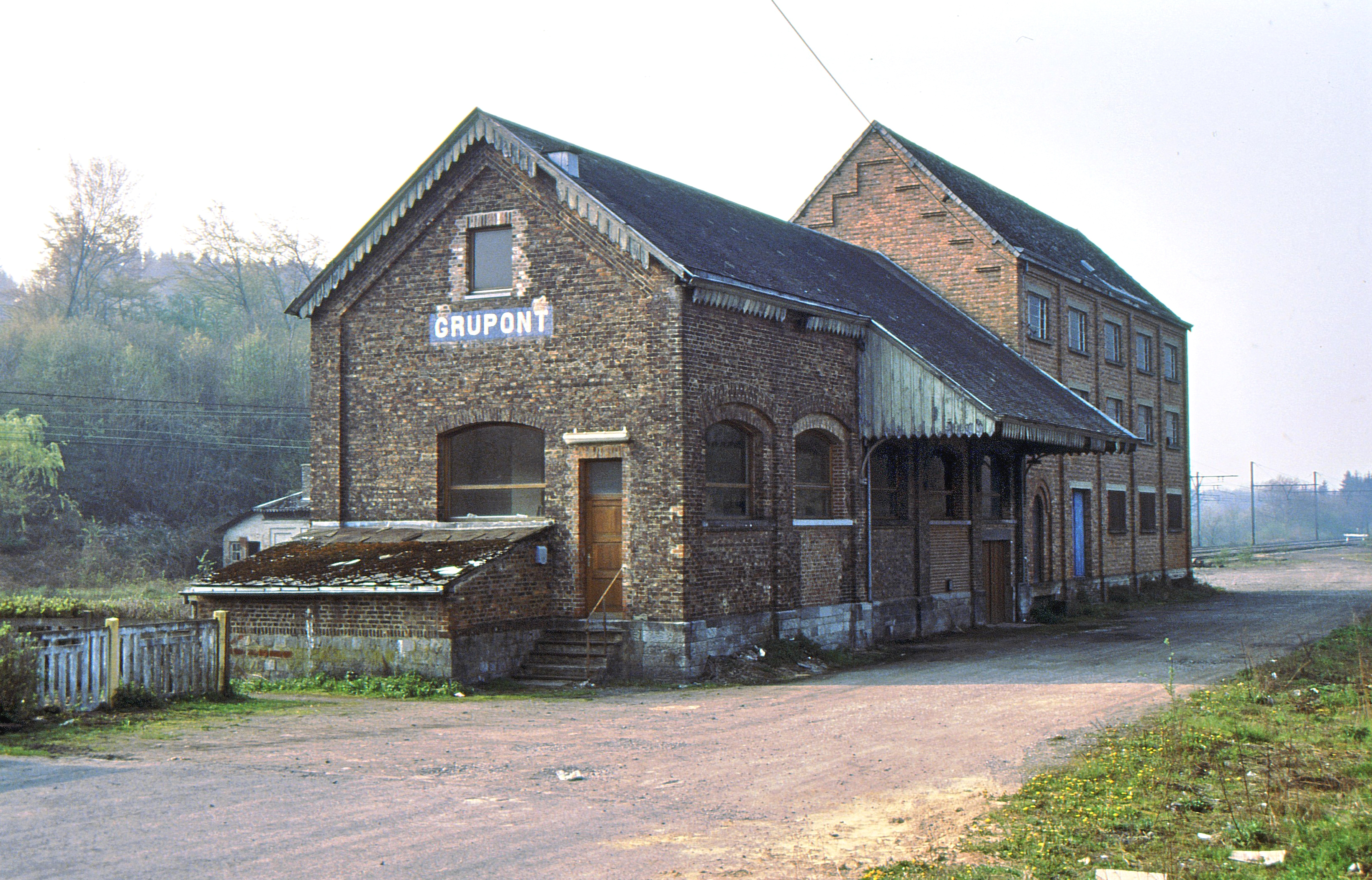
Halle, prolongée par un bâtiment annexe (1991).
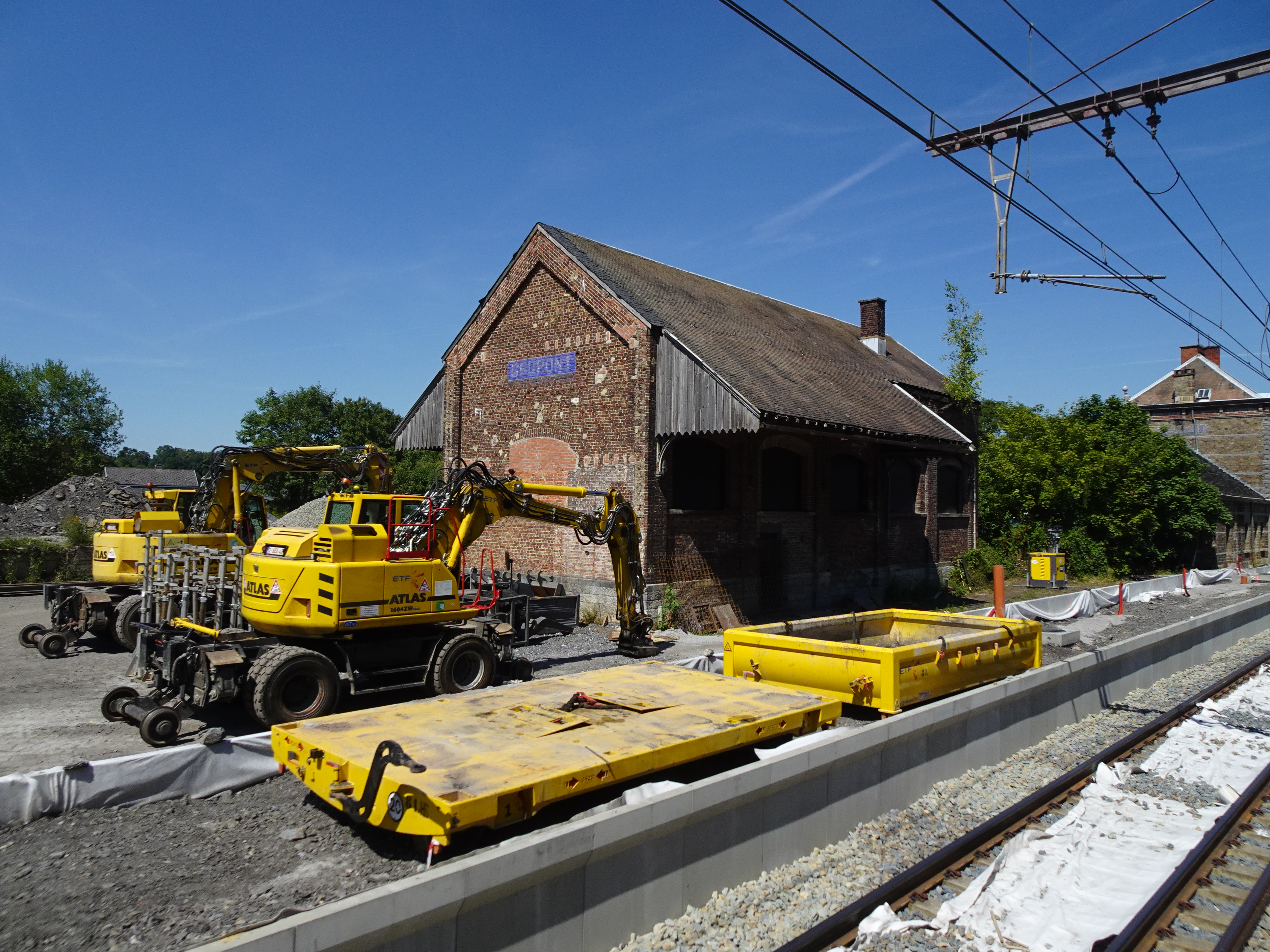
Quais en travaux et face arrière de la halle.

## Patrimoine ferroviaire
La première gare de 1858 était dotée d'un bâtiment de style néo-florentin qui subsistera quelques années, sur le versant opposé au bâtiment actuel. Dotée de trois baies géminées de style roman, il s'agit d'une construction identique à celle présente en gare d'Assesse jusqu'en 2017, et similaire à celle, plus grande, de la gare de Habay. 
En 1895-1896, un nouveau bâtiment plus grand est construit par l’Administration des chemins de fer de l’État belge. Conforme aux directives alors pratiquées pour la construction des gares, il est semblable à deux autres bâtiments érigées à la même période à Longlier-Neufchâteau et Poix-Saint-Hubert avec comme points communs :
- un corps central à étage de trois travées presque carré sous toiture à croupes ;
- une aile basse sous toiture à croupe ou sous bâtière servant de salle d’attente ;
- une aile de service à toit plat muni d’une cour intérieure ;
- des baies à arc en plein cintre au rez-de-chaussée (sauf à Poix) ;
- des décorations identiques sur le corps central avec un une frise de céramique, un fronton cintré, une crête métallique au sommet ;
- aucun percement aux murs transversaux.

À Grupont, la gare est bâtie en pierre d’Ardenne avec des bandeaux décoratifs de pierre plus claire. Elle est munie d’arcs en plein cintre au rez-de-chaussée et d’arcs bombés au premier étage, surmontés d'une alternance de briques et de pierres.
Elle possède une aile basse de cinq travées sous toiture à croupe abritant la salle d’attente et le magasin. Il y avait initialement une marquise côté quai. Une halle à marchandises, qui existe toujours en 2022, se trouve du côté de l’aile de service.
La façade côté quai a été transformée avec la création d’un poste d’aiguillage saillant au niveau de deux travées du corps central et la construction d’une toiture à croupe surhausser l’aile de service. Un bâtiment en brique de plusieurs étages, démoli depuis, a été adossé à la halle à marchandises.